# Tidslinje för kriget i Libyen 2011

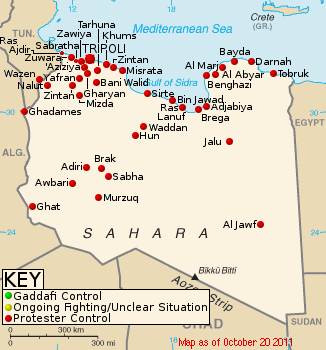
Libyen: röda prickar indikerar städer som kontrollerades av styrkor som protesterade mot regeringen, grön visar på städer som styrdes av Gaddafis sida, och gula markerar platser som bytte lojalitet eller är osäkra.

Detta är en tidslinje över Libyska inbördeskriget.

## Kronologi
- 15 februari – Utanför polishögkvarteret i Benghazi protesterar några hundra personer mot fängslandet av människorättsaktivisten Fathi Terbil. Protester mot regimen förekommer också i al-Bayda och az-Zintan.
- 17 februari – Protesterna utökas och slås ner, vilket leder till de första dödsfallen.
- 18 februari – Rapporter om att polisen slås tillbaka och att Gaddafiregimen anlitar legosoldater.
- 19 februari – Rapporter om att regimen använder helikoptrar mot folket, vilket leder till minst 41 döda, enligt AFP, medan al-Jazira uppger 200 döda.
- 20 februari – Läkare i Benghazi uppskattar att 200–300 personer har dött. Muammar al-Gaddafis son Saif al-Islam skyller i tv upproret på utländska agenter och utlovar till kamp till sista man. Säkerhetstjänsten skyller på LIFG och al-Qaida.[1] Protesterna sprider sig till ännu flera städer.[2]
- 21 februari – Benghazidemonstranter  förser sig med vapen ur säkerhetsstyrkornas högkvarter och hissar monarkins flagga över rådhuset. Flygvapnet sätts in mot demonstranter. al-Jazira: Massakrer i Tripolis förorter.[3] Två piloter gör myteri och landar sina Dassault Mirage F1 på Malta. Justitieministern Mustafa Mohamed Abud Al Jeleil avgår i protest.
- 22 februari – Muammar al-Gaddafi framträder två gånger i televisionen, först kort för att förneka ryktena att han skulle ha flytt landet, senare med ett en timme långt tal där han avfärdar tanken på avgång eftersom han inte har någon position att avgå ifrån. Han skyllde nu upproret på islamister. Storbritanniens utrikesminister David Owen föreslår en flygförbudszon, för att hindra regimen att från luften bekämpa civilbefolkningen. Inrikesministern och generalen Abdul Fatah Younis avgår och uppmanar till uppror mot Gaddafi. Arabförbundet suspenderar Libyens deltagande.
- 23 februari – Italiens utrikesminister Franco Frattini uppskattar 1 000 döda och bekräftar att östra Libyen, Cyrenaika, har fallit ur Gaddafis grepp. Även Misratah uppges vara i oppositionens händer. Situationen beskrivs som ett inbördeskrig.
- 24 februari – Kritiken mot Bildts försiktiga hållning växer.[4] Italiens utrikesminister Franco Frattini vill inte att EU ingriper.
- 25 februari – Upproret växer och Gaddafis dotter Aisha förnekar flykt.[5]
- 26 februari – Nationella libyska rådet bildas i Benghazi. Libyens USA-ambassadör Ali Aujali blir först att erkänna detta som den nya regeringen.
- 27 februari – Gadaffis sjuksköterka har åkt hem till Ukraina.[6] Misrata och al-Zawiya fri från Gaddafis soldater. Erövrade Nalut har bildat revolutionskommitté. FN inför sanktioner: vapenembargo, reseförbud och frysning av tillgångar samt Gaddafiregimens ledare ska kunna ställas inför Internationella brottmålsdomstolen (ICC).[7]
- 28 februari – SIPRI: Gaddafis plan flög till Vitryssland med diamanter för vapenköp i mitten av februari.[8] Gaddafi delar ut pengar till libyer.[9]
- 1 mars – Gadaffi får vapen från Vitryssland.[10] Omringade Gadaffimotståndare i al-Zawiya vädjar om hjälp.[11] 47 svenskar kvar i Libyen.[12]
- 2 mars – Libyen utesluts ur FN:s råd för mänskliga rättigheter.[13] Herkulesplan skall rädda svenskar.[14]
- 3 mars – Svensk hjälpsändning når fram till Benghazi.[15] Flera svenskar evakuerade.[16]
- 4 mars – Nytt troget Gadaffi-FN-sändebud.[17] London School of Economics rektor avgår efter Gaddafiregimens 15 miljonersdonation.[18] Forskare: Libyen riskerar delas.[19]
- 5 mars – Oljestaden Ras Lanuf uppges ha intagits av rebellerna efter hårda strider. Osäkert läge i Brega.[20]
- 6 mars – Oklart vem som har övertag i Libyen.[21]
- 7 mars – Invånare i strategiskt viktiga Ras Lanuf flyr undan från Gaddafis militärer.[22]
- 8 mars – Attackflyg ger Gadaffi övertaget.[23]
- 9 mars – Libysk centralbankschef har dykt upp i Turkiet. Vägrar avge lojalitetsdeklaration mot någon.[24]
- 10 mars – Frankrike erkänner som första land i världen övergångrådet i Benghazi som Libyens legitima företrädare.
- 11 mars – Gadaffis trupper tar tillbaka al-Zawiah.[25] Tillfångatagna holländska soldater som skulle evakuera EU-medborgare släppta men helikoptern behåller Gaddafis son al-Islam.[26]
- 12 mars – Arabförbundet uppmanar FN att upprätta ett flygförbud över Libyen.[27]
- 13 mars – Libyska rebeller tvingas retirera från Brega.[28]
- 14 mars – Zuwarah åter under Kadaffis kontroll.[29]
- 15 mars – Rebellernas huvudstad Benghazi hotad.[30] (S) kräver flygförbud över Libyen.[31]
- 16 mars – Rebellfästet Ajbadiya har fallit. Vice utrikesministern Khaled Kaim: Vi har snart återtagit kontrollen över alla städer.[32]
- 17 mars – FN:s säkerhetsråd röstar för att införa en flygförbudszon över Libyen. Gadaffi: "Vi kommer i natt (till Benghazi) och det kommer inte att visas någon barmhärtighet".[33]
- 18 mars – Norges försvarsminister meddelar deltagande i FN:s aktionen i Libyen.[34]
- 19 mars – Danmark sänder stridsflygplan till Natos Libyen-operation.[35]
- 20 mars – Human Rights Watch: Risk för civilbefolkningen i tidigare rebellkontrollerade områden.[36]
- 21 mars – Brett stöd för svensk Libyeninsats.Vänsterpartiets ledare Lars Ohly säger sig vara försiktigt positiv till att skicka Gripenplan.[37]
- 22 mars – EU-sanktioner drabbar inte libysktdelägt svenskt smältverk.[38] Oljebolagen har svårt att välja sida.[39]
- 23 mars – Demokratirörelsen i Benghazi bildar ett övergångsråd.[40]
- 24 mars – Nato tar över ledningen av den FN-sanktionerade insatsen i Libyen. Turkiets parlament ger klartecken för Turkiets deltagande.[41]
- 25 mars – Grundaren av Libya al-Hurra TV (al-Hurra=den fria), den första, icke-statskontrollerade tv-kanalen i Gadaffis Libyen, nätaktivisten Muhammed al-Nabbus dödad av krypskytt.[42]
- 26 mars – Rebelledaren Abd al-Salam al-Madani: Gaddafis styrkor retirerar västerut.[43]
- 27 mars – Rebellerna fortsätter avancera, återtar Ajdabiya, Brega, Ras Lanuf och Bin Jawad, på väg mot Gaddafis födelsestad Sirte.[44]
- 28 mars – Rebelledaren med ansvar för ekonomi och oljeexport, Ali Tarhouni skriver oljeavtal med Qatar.[45] Rebellstopp utanför Sirte.[46]
- 29 mars – Kontaktgruppen för Libyen bildades i London.[47]
- 30 mars – Nawfaliya, Bin Jawad och Ras Lanuf återtogs av Gaddafis militär i ett blixtanfall.[48] Obama utesluter inte rebellbeväpning.[49]
- 31 mars – Gaddafi: Nicaraguas tidigare utrikesminister Miguel D'Escoto representerar mig i FN.[50] New York Times: CIA och MI6 hjälper rebellerna.[51]
- 1 april - Riksdagen röstar ja för JAS 39 Gripenflygplan till Libyen.[52] Gaddafioppositionens ledare Mustafa Abdul Jalil föreslår eld upphör.[53]
- 2 april - Positivt med svensk Libyeninsats anser kungen.[54]
- 3 april - Turkiskt fartyg evakuerar sårade från den av Gaddafis militär belägrade rebellstaden Misrata.[55]
- 4 april - Italien erkänner oppositionen som Libyens legitima företrädare.[56]
- 5 april - Gaddafi utser Abdelati Obeidi till ny utrikesminister.[57]
- 6 april - De svenska JAS 39 Gripenplanen skulle för första gången delta i FN-aktionen i Libyen, men kunde ej på grund av bränslebrist.[58]
- 7 april - Natoplan dödar av misstag 13 rebeller nära Ajdabiya.[59] Gripenplan flyger på det första FN-sanktionerade uppdrag över Libyen.[60][61]
- 9 april - Natoflyg tvingar ned ett rebellflygplan i Libyen.[62]
- 11 april - Afrikanska Unionen (AU) är i Libyen för att förhandla fram fredsplan.[63] Rebellerna säger nej[64] och Gaddafi säger ja.[65]
- 15 april - EU planerar för en militär insats i Libyen för att kunna få in humanitär hjälp.[66]
- 16 april - Klustervapen Gaddafis nya hot mot Misrata.[67]
- 17 april - USA söker fristad åt Gaddafi, enligt New York Times.[68]
- 18 april - Rebellfästet Ajdabiya under attack.[69]
- 19 april - Uppgifter från Italien: 10 000 dödade i Libyen.[70] Rebeller vädjar om marktrupper.[71]
- 20 april - Storbritannien, Italien och Frankrike meddelar att de skall skicka militära rådgivare till rebellfästet Benghazi i östra Libyen.[72],[73],[74]
- 21 april - Rebeller intar gränsposteringen Dehiba-Wazin mellan Libyen och Tunisien.[75]
- 22 april - Rebeller välkomnar att amerikanska drönarattacker har genomförts för första gången.[76]
- 23 april - Gaddafis armé medger problem i Misrata och säger att klaner skall strida istället.[77] Ryssland, Grekland vapenvilasamtal med Gaddafi.[78]
- 24 april - Misrata bombas på nytt av Gaddafis styrkor.[79] Kuwaitpengar till Libyenrebeller.[80]
- 25 april - Massiv beskjutning mot rebellfästet Misrata fortsätter med för första gången många svårt brännskadade.[81]
- 26 april -Ryssland och AU kritiserar Västländer.[82] Gaddafistyrkorna uppges dölja Gradraketer.[83] Städer i västra Libyen tömda.[84]
- 27 april - Prins vill bli kung i Libyen.[85] Nato ökar attackerna. Rebellerna vinner mark i Misrata.[86] Danmark vill störta Kaddafi.[87]
- 28 april - USA hävdar att Gaddafis trupper uppmuntras till våldtäkt.[88] Gaddafistyrkor bombarderar Zintan och Yafran, intog Dehiba-Wazin.[89]
- 28 april - Berber i desperat kamp mot Gaddafis styrkor.[90] (s) vill ta hem Libyenplan i sommar.[91]
- 29 april - Gaddafistyrkor sköt mot tunisiska staden Dahiba.[92] Juholt: Libyeninsats skall avslutas den 30 juni.[93][94] Berber i desperat kamp mot Gaddafi.[90]
- 30 april - Rebellernas Nationella övergångsråd och Nato negativa till Gaddafis nya vapenvilaförslag.[95]
- 1 maj – Gaddafis son Saif al-Arab dödad av Natottack.[96] Gaddafitrogna förstör ambassader i Tripoli.[97] Gaddafiambassadör utvisas från Storbritannien.[98]
- 2 maj – Gaddafiregimen ber om ursäkt för ambassadförstörelse.[99] Hårda strider om Misratahs flygplats.[100]
- 3 maj – Turkiet kräver Gaddafis avgång.[101] Nationella libyska rådet hoppas på miljardlån.[102]
- 4 maj – Kraftiga explosioner i Tripoli.[103] Svenskar delade om Sveriges deltagande i FN-uppdraget med JAS i Libyen.[104]
- 5 maj – Nationella libyska rådet stöds ekonomiskt av Nato.[105] Gaddafis sjuksköterska söker asyl i Norge.[106] Gaddafidiplomater utvisas.[107]
- 6 maj – Rebellerna påstår Gaddafisoldater anfaller med Röda Korset-helikoptrar.[108]
- 7 maj – Svenska tält till Libyenflyktingar i Tunisien.[109] Gaddafis flyg påstås bomba Misrata. Oljedepåerna brinner.[110]
- 8 maj – Panik på båt med 500 Libyenflyktingar när den gick på grund utanför den ön Lampedusa som redan har 25.000 flyktingar.[111]
- 9 maj – "Urskillningslösa" attacker mot Nafusa av Gaddafis milis.[112] Norge ändrar sin Libyeninsats efter 24 juni.[113]
- 10 maj – Nato intensivbombar Tripoli.[114] Norskt asylnej till Gadaffis sjuksköterska.[115]
- 11 maj – Rebellerna har återtagit flygplatsen i Misrata.[116] EU öppnar Benghazikontor.[117]
- 12 maj – "Båtflyktingar del av Gaddafis krigföring".[118]
- 13 maj – FN befarar 1 200 döda Libyenflyktingar till havs.[119]
- 14 maj – USA avstår från att erkänna rebellerna.[120]
- 15 maj – Brittisk general vill bomba mer.[121]
- 16 maj – ICC-arresteringsorder rekordsnabbt utfärdad mot Gaddafi.[122] Italiens utrikesminsiter Frattini: Gaddafi söker exil.[123]
- 17 maj – ICC-utredning om huruvida Gaddafisidan är skyldig till systematiska våldtäkter.[124] Gaddafistyrkor påstår direktträff på Natofartyg.[125] Gaddafis oljeminister uppges hoppa av.[126]
- 18 maj – Socialdemokraterna ändrar sin Libyenpolitik igen-Vill vara kvar.[127][128][129][130][131][132]
- 19 maj – Gaddafis fru och dotter påstås fly landet.[133][134] Sverige utvisar libyska diplomater.[135] Gaddafistyrkor anfaller Zintan.[136]
- 20 maj – Växande humanitär katastrof.[137] Gaddafis krigsflotta bombades.[138] Gaddafiregimen påstås ljuga om utländsk fotografs öde.[139] Få kvinnor i  oppositionsledningen.[140]
- 21 maj – Benghaziregimen vill skapa krigskyrkogårdar.[141]
- 22 maj – EU upprättar kontor i Benghazi.[142]
- 23 maj – Franska medier uppger att franska helikoptrar har skickats till Libyen.[143]
- 24 maj – Kraftigaste bombningen av Tripoli hittills.[144] Bildt (m) räknar med fortsatt svenskt GRIPEN-deltagande. Juholt (s) emot.[145][146]

Libyens flagga mellan åren 1951–1969. Den används nu av de stridande rebellerna och av dem som demonstrerar mot diktatorn/presidenten/den libyska revolutionens ledare Khaddafi/Gaddafi

- 25 maj – Sydafrikas president Zuma planerar genomföra samtal med Gadaffi.[147]
- 26 maj – Gaddafis EU-ambassadör Hadeiba al-Hadi hoppar av.[148]
- 27 maj – Ryska diplomater till Libyen. Hårda strider i Misrata.[149] Gaddafi ägde svenska och danska  statobligationer för 570 miljoner.[150]
- 28 maj – Stor explosion på dagtid i Tripoli.[151] Rika libyer flyr till tunisisk turistö.[152] Bunkerbomber sätts in av Nato.[153]
- 29 maj – Internationella Kvinnoförbundet för Fred och Frihet (IKFF), Sveriges Fredsråd, Svenska Kvinnors Vänsterförbund och Feministiskt Initiativ(FI): Lämna Libyenuppdraget! Nato:s insats som också innefattat förstörelse av civil infrastruktur och medfört civila offer, anser dem strida mot FN-stadgan och folkrätten.[154]
- 30 maj – Nato-attack mot staden Zlitan.[155]
- 31 maj – Sydafrikas medling misslyckades.[156] 120 Gaddafiofficerare uppges ha massdeserterat.[157] Video på internet påstår att anti-Gaddafiprotester sker i Souq Jumaa, Tripoli.[158]
- 1 juni - Natoråd rekommenderar 90 dagars förlängd insats i Libyen[159] och vill ha mer svensk hjälp.[160]
- 2 juni - Utlovas ytterligare svenskt humanitärt Sida-stöd, 55 miljoner svenska kronor.[161][162] Gaddafis oljeminister uppger att han har hoppat av.[163]
- 3 juni - Kina har haft sammanträden med Nationella övergångsrådets ledare, Mustafa Mohamed Abud Al Jeleil.[164]
- 4 juni - För första gången flyger franska och brittiska Apachehelikoptrar över Libyen.[165][166] Förstörde en radaranläggning och en beväpnad vägspärr.[166]
- 5 juni - (S) öppnar upp för att Gripenplan stannar.[167] Thage G Peterson (s), f.d. försvarsminister: Sverige köpte på sig för många Gripen.[168]
- 6 juni - Schweiz planerar åtal mot Gaddafiregimen för gisslantagande och utpressning.[169]
- 10 juni - Norges Libyeninsats upphör 1 augusti.[170]
- 11 juni - Amnesty: Massvåldtäktsbevisen mot Gaddafiregimen osäkra.[171]
- 15 juni - Brittiskt dilemma: Gaddafis äldste son Muhammad al-Gaddafi har fått flera hundra biljetter till OS i London.[172]
- 17 juni - Riksdagen röstade "Ja" till fortsatt Libyeninsats.[173]
- 18 juni - Kritiken mot Libyenkriget ökar i USA.[174]
- 20 juni - Nato erkänner misstag med bomber mot civilister och rebeller den 16 juni.[175]
- 21 juni - Nato förlorade drönare.[176]
- 22 juni - Frankrike motsätter sig italienskt förslag om bombstopp för humanitär hjälp.[177]
- 26 juni - Gaddafi vill ha val.[178]
- 27 juni - ICC utfärdar arresteringsorder för Gaddafi, sonen Saif al-Islam och förre säkerhetschefen.[179] Gaddafis soldater pressas tillbaka till Bir al-Ghanam.[180]
- 1 juli – Försvarsmaktens informationspersonal till Libyenstyrkan i Italien om en vecka.[181] AU, Ryssland och Kina kritiserar franska vapenleveranser till rebellerna.[182]
- 2 juli – BBC: Gaddafi hotar Europa med attacker.[183]
- 4 juli – Ryssland och Nato oense om Libyen.[184]
- 5 juli – För första gången når FN:s hjälpsändning fram till Nafusabergen.[185]
- 7 juli – Folkpartist i regeringens samordningskansli deltar i massdemonstration i Benghazi. Kritisk mot Bildts vägran att erkänna Nationella libyska rådet.[186]
- 8 juli – Gaddafi ordnar jättebröllop i Tripoli.[187]
- 10 juli – Gaddafis styrkor slår tillbaka anfall. Beskjuter al-Qawalish med Gradraketer.[188]
- 11 juli – Frankrike: Det är dags för Libyens rebeller att förhandla med Muammar Gaddafis regering[189]
- 12 juli – AU: Gaddafi måste gå. Politisk lösning kan vara nära.[190] Ingen vill ha svensk bordningsstyrka.[191]
- 13 juli – Sveriges ÖB är på Libyenmöte i Paris.[192] Gaddafis styrkor återtar al-Qawalish. Frankrike: Gaddafi beredd avgå snart.[193] HRW: Rebellerna begår övergrepp.[194]
- 14 juli – Ryssland: Gaddafi har självmordsplan för Tripoli[195] Rebellerna: Akut pengakris.[196] TV4: Även hos Gaddafiregimen.[197]
- 15 juli – Västliga makter samt regionala länder i området erkänner Nationella övergångsrådet.[198][199]
- 16 juli – Rebeller siktar på att återta oljestaden Brega.[200] Bregabor påstås skriva "Tack Nato" på hustak.[201]
- 18 juli – Rebellerna påstår de har intagit Brega.[202]
- 20 juli – Frankrikes utrikeminister Alain Juppe: En opolitisk Gaddafi kan få vara kvar i Libyen.[203]
- 22 juli – Tripoliinfiltration sker nu, påstår Fawzi Bukatif, befälhavare för de revolutionära styrkorna i Benghazi.[204]
- 24 juli – Nato meddelar att de har bombat en kommandocentral i Tripoli.[205]
- 25 juli - NATO-alliansen bombar civila anläggningar enligt den libyska regeringen.[206]
- 27 juli – Storbritannien erkänner Nationella libyska rådet (NTC). Gaddafis ambassadpersonal i London utvisas.[207]
- 28 juli – Rebellerna: Vår överbefälhavare Abdel Fattah Younes mördad. al-Ghazaya och Umm al-Far intagna av rebellerna.[208]
- 31 juli – SVT: I Libyen är det stor brist på bensin.[209] Strider mellan rebeller och Gaddafitrogna i Benghazi.[210] SR: Strider närmar sig Zlitan.[211]
- 1 augusti - Mordgåtan Abdel Fattah Younes skapar splittring i övergångsrådet.[212]
- 3 augusti - Norge tar hem alla sina stridsflygplan.[213]
- 4 augusti - Dödläget kostar, Nato pressar på för förhandlingar.[214] New York Times: Saif al-Islam Gaddafi islamistsamarbetar.[215] Ca 100 flyktingar drunknade i Medelhavet.[216]
- 5 augusti - Rebellerna: Gaddafisonen Khamis Gaddafi död i Zlitan. Gaddafiregimen förnekar detta.[217]
- 6 augusti - Rebellerna: Framryckning mot Tripoli. Åtta mil söder om Tripoli har Bir Ghanam intagits.[218]
- 7 augusti - Gaddafi får stor kram från Chavez.[219]
- 8 augusti - Rebellernas framryckningen mot Tripoli möter stort motstånd.[220] Nationella övergångsrådets kabinett upplöses.[221]
- 9 augusti - Gaddafiregimen: Nato dödade 85 civila vid Zliten.[222]
- 10 augusti - Gaddafiregimen visade upp Khamis Gaddafi på tv.[223] Oljestaden Brega påstås nästan intagen av rebellerna.[224] EU-sanktionerna utökas.[225]
- 11 augusti - Brega delad. Gaddafiregimfraktflygplan har beslagtagits av Förenade arabemiraten.[226]
- 12 augusti - Civila dödsoffer oroar Ban Ki-moon.[227]
- 13 augusti - Strider runt Misrata och Zlitan och i Brega fortsätter det.[228]
- 14 augusti - Rebellerna påstår att de intagit Zawiyah efter hårda strider.[229] Strider blossade upp vid Ras Jadir och Abu Kammash, en mil från Tunisien.[230]
- 16 augusti - Rebellerna påstår Gaddafistyrkor har avfyrat Scud-robotar mot Brega.[231]
- 18 augusti - Svensk bordningsstyrka avfärdas av Nato.[232] Reuters: Rebellerna har också tagit kontroll över staden Garyan, åtta mil söder om Tripoli.
- 19 augusti - NATO bombar Tripoli.[233] Reuters: Surman har fallit i rebellernas händer. Strider pågår kring Zlitan.[234]
- 21 augusti - Nationella övergångsrådets vice ordförande  Abdel Hafiz Ghoga: Eldstrider har brutit ut i Tripoli igår kväll.[235] Nyhetsankare pistolhotar Gaddafimotståndare.[236]
- 22 augusti - Rebellerna: Gaddafi kontrollerar bara 1/5 av Tripoli.[237] Gröna Torget intaget av rebellerna.[238] Mustafa Abdul Jalil: Gaddafis söner Muhammad Gaddafi och Saif al-Islam Gaddafi är arresterade. Okänt var Gaddafi är.[238][239] Tv-stationen Al Arabiya: Gaddafis son Saadi har också gripits.[240]
- 23 augusti - Saif al-Islam som påståtts vara gripen framträder i tv (SVT bland annat) och påstår att libyska folket rest sig (med regimen) mot rebellerna. Muammar Khaddafi påstås vara (kvar) i Tripoli och må bra.[241]
- 20 oktober - Gaddafi dödas[242] när rebellerna intar Sirte.
- 23 oktober - Libyien förklaras officiellt att vara befriat.[243]